# Pteropsaron
Pteropsaron is een geslacht van straalvinnige vissen uit de familie van baarszalmen (Percophidae). Het geslacht is voor het eerst wetenschappelijk beschreven in 1902 door Jordan & Snyder.

## Soorten
- Pteropsaron evolans Jordan & Snyder, 1902
- Pteropsaron heemstrai Nelson, 1982
- Pteropsaron incisum Gilbert, 1905
- Pteropsaron natalensis (Nelson, 1982)
- Pteropsaron neocaledonicus Fourmanoir & Rivaton, 1979
- Pteropsaron springeri Smith & Johnson, 2007